# Lithospermum viride
Lithospermum viride là loài thực vật có hoa trong họ Mồ hôi. Loài này được Greene mô tả khoa học đầu tiên năm 1881.